# Măcrești (gmina Rebricea)
Măcrești – wieś w Rumunii, w okręgu Vaslui, w gminie Rebricea. W 2011 roku liczyła 92 mieszkańców.